# 徐曉杰
徐曉杰（1982年—），現為香港葵青區議會委任議員，是獨立無政黨區議員。2017-2021年間，為新界各區議會界別選舉委員會成員，2020年被委任為葵青區滅罪委員會委員。

## 議會生涯
於2007年以獨立候選人身份，接替在長康選區連任多年的前民協地區實力人士丁衍華首次當選，並成為當屆葵青區議會最年青區議員，並以3,477成為青衣區票王。並於2011年成功連任，得票為3,782（86.09%）續任青衣區票王。2012年11月22日，他正式加入新民黨，成為該黨第七名區議員。徐曉杰於2015年區議會選舉自動當選，連續3屆成功當選葵青區議員。
2017年4月10日，徐曉杰聯同香港立法會議員田北辰及另外5名區議員退出新民黨，另組實政圓桌。
2019年香港區議會選舉，徐以3427票，僅以478票之差（7.5%），擊敗民主派提名、且獲師父丁衍華具名支持的對手，成功連任葵青區議員。
2020年6月，屯門區議會寶田區議員蘇嘉雯退出實政圓桌成為獨立議員，使徐曉杰成為實政圓桌在現屆區議會當中唯一一位區議員。
2023年6月，徐曉杰退出實政圓桌，成為建制派獨立區議員。

### 歷屆選舉結果
| 政党   | 政党       | 候选人    | 票数  | %     | ±      |
| ------ | ---------- | --------- | ----- | ----- | ------ |
|        | 獨立民主派 | ①. 王振霖 | 2,949 | 46.25 | 不適用 |
|        | 實政圓桌   | ②. 徐曉杰 | 3,427 | 53.75 | 不適用 |
| 多数票 | 多数票     | 多数票    | 478   | 7.50  | 不適用 |

| 政党 | 政党   | 候选人 | 票数     | %      | ±      |
| ---- | ------ | ------ | -------- | ------ | ------ |
|      | 新民黨 | 徐曉杰 | 自動當選 | 不適用 | 不適用 |

| 政党   | 政党   | 候选人    | 票数  | %     | ±      |
| ------ | ------ | --------- | ----- | ----- | ------ |
|        | 無黨派 | ①. 徐曉杰 | 3,782 | 86.09 | +9.62  |
|        | 無黨派 | ②. 李美英 | 611   | 13.91 | 不適用 |
| 多数票 | 多数票 | 多数票    | 3,171 | 72.18 | +19.24 |

| 政党   | 政党       | 候选人    | 票数  | %     | ±      |
| ------ | ---------- | --------- | ----- | ----- | ------ |
|        | 無黨派     | ①. 張慧媚 | 1,070 | 23.53 | 不適用 |
|        | 青衣關注組 | ②. 徐曉杰 | 3,477 | 76.47 | 不適用 |
| 多数票 | 多数票     | 多数票    | 2,407 | 52.94 | 不適用 |

## 相關事件

### 葵青區議會首次會議唱《願榮光》，建制派離場抗議
第六屆葵青區議會由民主黨司庫單仲偕及葵青傳承成員張文龍分別擔任正副主席，單仲偕接手主持會議後，蔡雅文動議作口頭聲明，以歌唱形式表達港人過去七個月在反修例風波的遭遇，獲接納及通過。民主派議員即席站立唱出《願榮光歸香港》，五名建制派議員包括陳志榮、盧婉婷、徐曉杰、梁嘉銘及郭芙蓉離席抗議。

## 資料來源與註釋
1. 1 2  .   [2013-04-13]. （原始内容存档于2021-03-23）.
2. 1 2  . 葵青區議會.   [2020-07-02]. （原始内容存档于2021-07-12） （中文（香港））.
3. 1 2   (PDF). 2016年香港立法會選舉.   [2016-09-14]. （原始内容存档 (PDF)于2020-12-03）.
4. ↑   （中文（香港））.
5. ↑  . 屯門區議會. 2020-06-19  [2020-07-02]. （原始内容存档于2020-07-02） （中文（香港））.
6. ↑  . 立場新聞. 2020-01-07  [2020-12-20]. （原始内容存档于2020-11-22） （中文（香港））.

## 外部連結
- 徐曉杰的Facebook專頁
- 徐曉杰議員辦事處
- 區議員徐曉杰加入新民黨（页面存档备份，存于）

| 議會席位      | 議會席位                                              | 議會席位 |
| ------------- | ----------------------------------------------------- | -------- |
| 前任： 丁衍華 | 葵青區議會 長康選區區議員 2008年1月1日—2023年12月31日 | 現任     |